# تپه ابراهیم‌آباد (جوین)
تپه ابراهیم‌آباد؛ نام تپه‌ای تاریخی مربوط به دورهٔ تاریخی (ساسانی) است و در شهرستان جوین واقع شده و این اثر در تاریخ ۱۸ شهریور ۱۳۹۱ با شمارهٔ ثبت ۳۰۹۵۴ به‌عنوان یکی از آثار ملی ایران به ثبت رسیده‌است.